# Acanthocera vespiformis
Acanthocera vespiformis är en tvåvingeart som beskrevs av Burger 2002. Acanthocera vespiformis ingår i släktet Acanthocera och familjen bromsar.
Artens utbredningsområde är Costa Rica. Inga underarter finns listade i Catalogue of Life.